# Selsawet Imjanin
Der Selsawet Imjanin, Imjaninski Selsawet (belarussisch Імянінскі сельсавет, russisch Именинский сельсовет) ist eine Verwaltungseinheit im Rajon Drahitschyn in der Breszkaja Woblasz in Belarus. Das Zentrum des Selsawets ist das Dorf Imjanin. Imjaninski Selsawet liegt im Nordwesten des Rajons und umfasst 9 Dörfer.

## Dörfer
- Bradok
- Dseraunaja
- Imjanin
- Mostki
- Saniuje
- Sjolawa
- Sukatschy
- Tatarja
- Wiry